# 我和他的99天
我和他的99天為2008年製作的同志題材的廣東話網絡連續劇。由記者甲導演及編劇，2008年12月1日於YouTube作網上首播。故事採取實時推進模式，敍述8位主角分別為同志、家人及朋友，對生活的需要和希冀。

## 製作背景
劇集創作人記者甲與香港愛滋病基金會（下稱基金會）於2008年5月，共同構想和合作的錄像計畫，希望藉此宣傳同志社群預防愛滋病感染。劇組原希望以多條短片，以單元小故事的輕鬆手法，澄清錯誤性觀念及教育安全性行為；不過同時期剛好有類近製作播出，拍攝計畫改為更具挑戰性的連續劇。

## 製作過程
記者甲於2008年7月左右向基金會提交故事初步構想，即劇中背景故事，Ben和Zac的主軸（即99天部落格的故事）並獲首肯，旋即開始文本創作以及主要角色的選角工作。雙方訂出以12月1日世界愛滋病日作為首播日期，因此故事內容也配合播出日期作實時敍述。
劇組也把在劇中阿Ben所寫的《我和他的99天》部落格（博客）獨立運作，既是道具也是真實博客，由「Ｂ哥哥」在其中訴說著和Zac最後九十九天的情事。由於劇組工作人員的參與皆為義務性質，而且多數成員也身兼電台節目製作。故此，劇集製作期間，Gay Radio日常運作受到一定程度影響。劇集於2008年10月28日開鏡，主要拍攝工作於2009年1月完成。

## 小知識
（1）除飾演劉子高的卓躒外，其餘演員皆是初次參次拍攝劇集，以增強現實生活感覺。
（2）多場外景選址屬真實的同志場所。
（3）樂家選址為記者甲的母親家中，除為了方便及省錢，也希望藉演員的對白，讓其母親能感受到兒子的心聲。
（4）飾演文的演員在拍攝前數天意外割傷額頭。為解釋傷勢，劇組惟有拍攝前夕更改劇本，於是文首集出場已被安排因遭同學欺凌而受傷，紗布下的是真傷口。
（5）卓躒於 2025 年 2 月於香港逝世。

## 傳媒報道
《號外》雜誌於2009年2月號，以「人間關係」為題，「記者甲X Gayradio」的小題，報導劇集創作的過程。同一報道亦刊載於香港免費報章《AM730》。亞洲同志網站《Fridae》於同年3月亦以「記者甲：從電台走向錄像劇關於《我和他的99天》」為題報道，該報道及劇照亦散見各海內外同志網站。2010年5月，《新Monday》對Gay Radio的專題報道中亦有提及本劇。
劇組亦曾於雜誌刊登廣告企圖接觸廣泛公眾，包括年青人雜誌《東Touch》等。

## 對Gay Radio的影響
劇組入面有多名成員身兼以訓練自家廣播及演藝人員為目的而成立的Gay Radio廣播劇實驗小組，可惜小組在2009年中因內部人事問題而解散，導致錄製中的廣播劇胎死腹中，更波及多個由小組成員主持的節目如《快樂零聲》等，嚴重打擊Gay Radio台前幕後的士氣。

## 外部連結
- Gay Radio HK的YouTube頻道 （页面存档备份，存于） - 可重溫網劇《我和他的99天》
- -记者甲：从电台走向录像剧──关于《我和他的99天》（Fridae）